# Alfa Tau!
Alfa Tau! è un film del 1942 diretto da Francesco De Robertis. 
Film di guerra italiano girato principalmente a Pola.
Il protagonista del film era realmente un comandante di sommergibile: il Capitano di Corvetta Bruno Zelik che avrebbe trovato la morte poco dopo le riprese, il 10 agosto 1942, al comando del sommergibile "Scirè".
È il terzo e ultimo film – dopo Uomini sul fondo e La nave bianca – prodotto dal Centro Cinematografico della Marina. Il film segna, in un piccolissimo ruolo, l'esordio cinematografico di Paolo Panelli.

## Trama
Il sommergibile Enrico Toti rientra alla sua base, al termine di una missione. Dopo una breve licenza, i membri dell'equipaggio, che hanno abbracciato i famigliari, riprendono il mare. Si imbattono in un sottomarino inglese, l'HMS Triad, lo speronano e l'affondano. 

## Produzione
Il regista pugliese Francesco De Robertis, direttore del Centro cinematografico presso il Ministero della Marina, si specializza in storie marinare e nel 1942 realizza Alfa Tau!. Il film verrà mostrato in spettacolo di gala al cinema Corso di Roma per la prima volta il 26 settembre 1942, presenti molte autorità tra cui il maresciallo Ugo Cavallero, i generali Antonio Scuero e Enzo Emilio Galbiati e l'ammiraglio Arturo Riccardi. È il terzo consecutivo di sei film prodotti dalla Scalera e tra i film della tetralogia militare. Il film verrà poi recensito il 10 gennaio 1943 sul settimanale Illustrazione del Popolo - supplemento della Gazzetta del Popolo, anno XXIII n. 2.
La locandina mostra in alto le lettere greche alfa e tau; i nomi in manifesto sono: Giuseppe Addobbati, Marina Chierici, Liana Persi e Lilla Pilucolio. In pratica un cast di attori non professionisti, tranne Giuseppe Addobbati (alias John Douglas). Tra gli altri ufficiali della Regia Marina presenti nel cast, oltre a Zelik, furono il capitano di fregata Folco Buonamici (comandante della scuola sommergibili di Pola), il capitano di corvetta Aldobrando De Paulis Fedele (comandante del sommergibile Antonio Bajamonti e poi caduto nell'affondamento del cacciatorpediniere Antoniotto Usodimare l'8 giugno 1942), il capitano di corvetta Giuseppe Roselli Lorenzini (comandante del sommergibile Jalea e futuro capo di stato maggiore della marina nel periodo 1970-73), il tenente di vascello Giuseppe Franco (futuro comandante dell'Angelo Emo) e il tenente di vascello Mariano Dellino (futuro comandante del sommergibile Giuseppe Finzi nel 1943).
La fotografia è affidata a Giuseppe Caracciolo. La sorella di Nino Baragli aveva seguito al nord suo marito Carlo Bellero, operatore di questo film. Erano rimasti all'epoca del governo repubblichino e si trovavano nei teatri di posa della Scalera, che si era trasferita a Venezia e stava cercando di portare a termine la produzione del film Marinai senza stelle.
Il film è uscito dopo molti anni anche in versione DVD per la Millennium Storm.

## Distribuzione

### Divieti
L'Onorevole Giulio Andreotti, Sottosegretario per lo Spettacolo alla Presidenza del Consiglio dei ministri durante la legislatura 1947 - 1953 ha fornito documenti dell'Ufficio di revisione cinematografica: in relazione alla pellicola, che aveva il nulla osta n°11 del P.W.B., psycological war branch, nell'appunto a lui destinato in data 4 maggio 1945, il funzionario addetto annota che: "Ritiene inopportuna la revoca del divieto di circolazione" e l'Ufficio dello Spettacolo già il 29 maggio scrive alla Scalera Film: "Questo Sottosegretariato, esaminato il film, di cui venne vietata la circolazione dal P.W.B., conferma il divieto di circolazione."
Ma la "Scalera Film" insiste e richiede il nulla osta di esportazione per i film realizzato da De Robertis nel 1942, del quale è ancora vietata la circolazione in Italia. Il funzionario (Calvino) appunta allora il 16 maggio 1946 che: "In vista dello specifico carattere del film ed in considerazione della particolare situazione politica, è opportuno confermare il divieto di circolazione."
Ed ancora un altro appunto, redatto dallo stesso funzionario il 5 luglio 1947: “Il film descrive la vita dei sommergibilisti di una base navale ed il combattimento vittorioso di un nostro sommergibile contro un sommergibile alleato. La pellicola, realizzata da regista di valore, presenta, sul piano tecnico artistico, notevoli pregi. Le parti descrittive, relative alle azioni di guerra, hanno un tono moderato e non assumono accenti di polemica contro gli Alleati. Si ritiene di poter concedere il nulla osta di esportazione, lasciando alla censura dei singoli Stati, ogni decisione circa l'opportunità di ammetterne la programmazione."
Poi, alla domanda di revisione del 27 gennaio 1948, finalmente “Esprime parere favorevole a condizione che vengano eliminate le scene ove appaiono distintivi e fasci littori o si effettuano saluti fascisti. Eliminare il grido "Viva il Re" e attenuare le scene ove sulla bandiera è visibile lo stemma sabaudo. La vicenda si conclude con una lettera della Scalera Film, datata 23 febbraio 1949 che conferma: "Questa Casa cinematografica, presa conoscenza di quanto stabilito per la presentazione al pubblico del film "Alfa Tau", dà assicurazione che nelle nuove copie del film, che saranno messe in circolazione è stato provveduto a eliminare: scene ove appaiono distintivi e fasci littori, scene ove si effettuano saluti fascisti, il grido di "Viva il Re"  e le scene dove appare la bandiera italiana con lo stemma sabaudo."
La copia attualmente in circolazione su internet, non censurata, è stata ricavata da una pellicola inviata in Germania nel marzo del 1943 affinché fosse doppiata e immessa nei circuiti delle sale cinematografiche tedesche. A seguito del cambio di alleanze italiano del settembre 1943, le autorità tedesche ritennero inopportuno che il doppiaggio fosse completato e proiettato nelle sale. La copia importata a marzo 1943, restó negli archivi del Reichsdolmetscherinstitut di Monaco di Baviera sino alla caduta del Reich e sfuggì in tal modo anche alla censura alleata.

## Accoglienza

### Critica
Stile da documentario, semplice, spoglio e privo di retorica patriottica. “Con stile austero e asciutto Francesco De Robertis narra vicende con carattere corale: differenti percorsi individuali trovano unitaria, tragica conclusione”.
Gli attori sono non professionisti, la fotografia è di stile documentario, i titoli di testa del film non riportano né cast, né credits. De Robertis ha cercato di attenersi a «un verismo storico e ambientale», per cui «il ruolo che … ogni personaggio ha nella vicenda corrisponde al ruolo che ognuno di essi ha nella vita» (le frasi sono nei titoli di testa). Il pregio maggiore è la semplicità, la mancanza di retorica. Qualità tanto più meritorie se si tiene conto che Alfa Tau! è stato realizzato in tempo di guerra e, per di più, proprio dal Ministero della Marina.
Tutti gli elementi rispondono ad un verismo storico e ambientale: l’umile marinaio, protagonista, ha vissuto l’episodio che nel racconto rivive. Il ruolo che ogni personaggio ha nella vicenda, corrisponde al ruolo che ha nella realtà della vita. Gli elementi civili hanno offerto la loro opera in segno di dedizione verso i combattenti del mare. Gli elementi militari si sono prodigati nelle pause di riposo tra le missioni di guerra. Egli vuole fare film tutti dal vero, con attori non professionisti, con una fotografia da documentario. Il film ha pezzi stupendi di cinematografo.

## Riconoscimenti
- Presentato alla Mostra di Venezia del 1942, il film ottenne il Premio del Presidente della CIF - Camera Internazionale del Film, per la forma di realizzazione.
- Inoltre a La Spezia, per la Festa della Marineria, dall’11 al 16 giugno 2007, la pellicola ha concluso la serata inaugurale della rassegna cinematografica.[senza fonte]